# Glanzgräser
Die Glanzgräser (Phalaris) sind eine Pflanzengattung innerhalb der Familie der Süßgräser (Poaceae).

## Beschreibung

### Vegetative Merkmale
Die Gattung Phalaris enthält sowohl einjährige wie ausdauernde krautige Pflanzenarten. Es gibt horstbildende wie auch durch Rhizome rasenbildende Arten. Die Wuchshöhe schwankt erheblich (bis 40 cm bei Phalaris canariensis, bis 2,5 m bei Phalaris arundinacea).
Die wechselständig angeordneten Laubblätter sind in Blattscheide und -spreite gegliedert. Die meist gut ausgebildeten Ligula sind häutig und nicht fransigt. Die einfachen Blattspreiten sind linealisch und flach.

### Generative Merkmale
Phalaris-Arten sind Ährenrispengräser. In einem rispigen Blütenstand sind die Ährchen zwar entweder insgesamt gedrängt angeordnet, wodurch der rispige Blütenstand einer eiförmigen Ähre ähnelt oder zu Teilen zusammengedrängt. Die seitlich deutlich abgeflachten Ährchen enthalten meist drei Blüten, wobei die beiden unteren Blüten steril und zu Deckspelzen reduziert sind, die oberste fertil ist. Die beiden kahlen Hüllspelzen haben drei deutliche grüne Nerven, sind bootförmig hohl, oft auch entlang der Mittelrippe gekielt oder geflügelt und sind ungefähr so lang wie das Ährchen selber, wodurch sie die Blüte genau einschließen. Von der Form her können sie recht verschieden sein.

## Standortansprüche
Die meisten Arten ziehen staudenreiche, feuchte Standorte entlang von Flüssen oder an sumpfigen Stellen vor. Die invasiven Arten wachsen als Ackerunkräuter oder an gestörten Stellen wie Straßenrändern, auf Brachland oder auf Schuttplätzen.

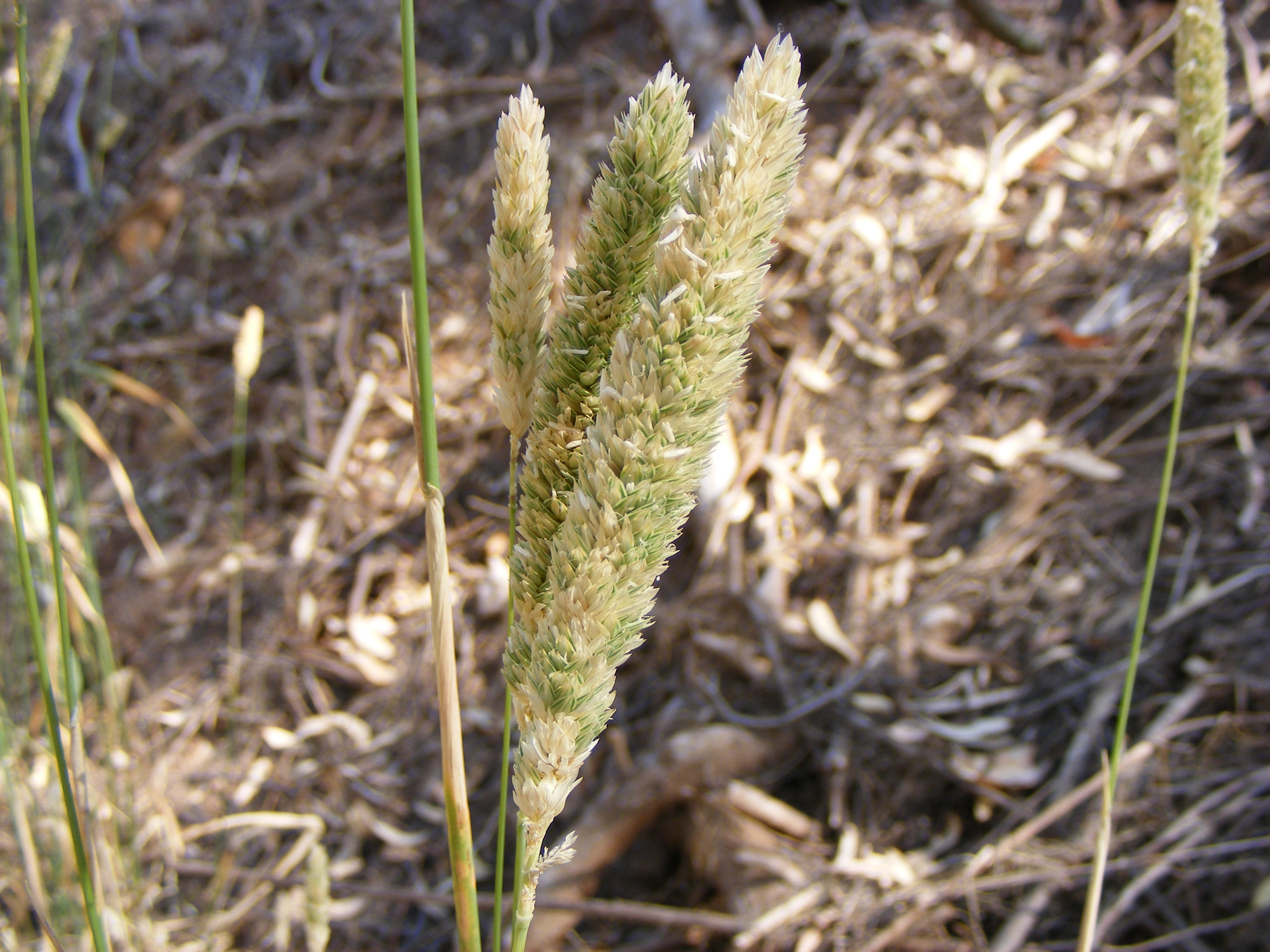
Phalaris aquatica

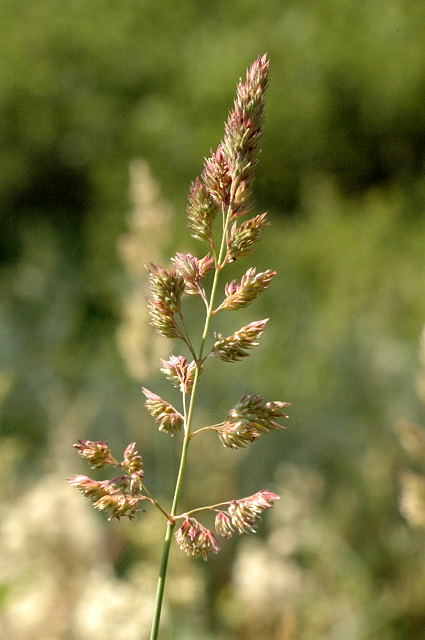
Rohr-Glanzgras (Phalaris arundinacea)

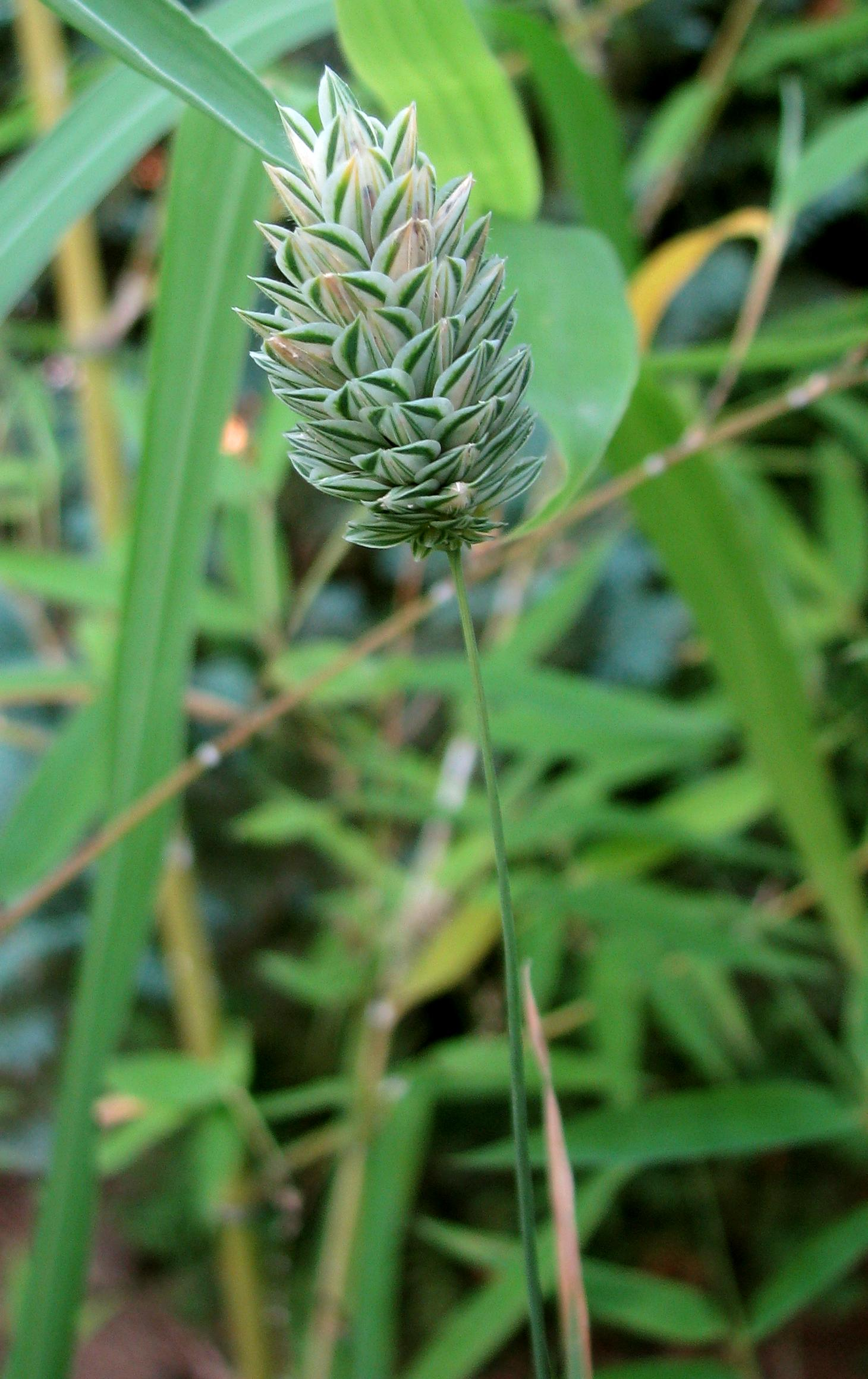
Kanariengras (Phalaris canariensis)

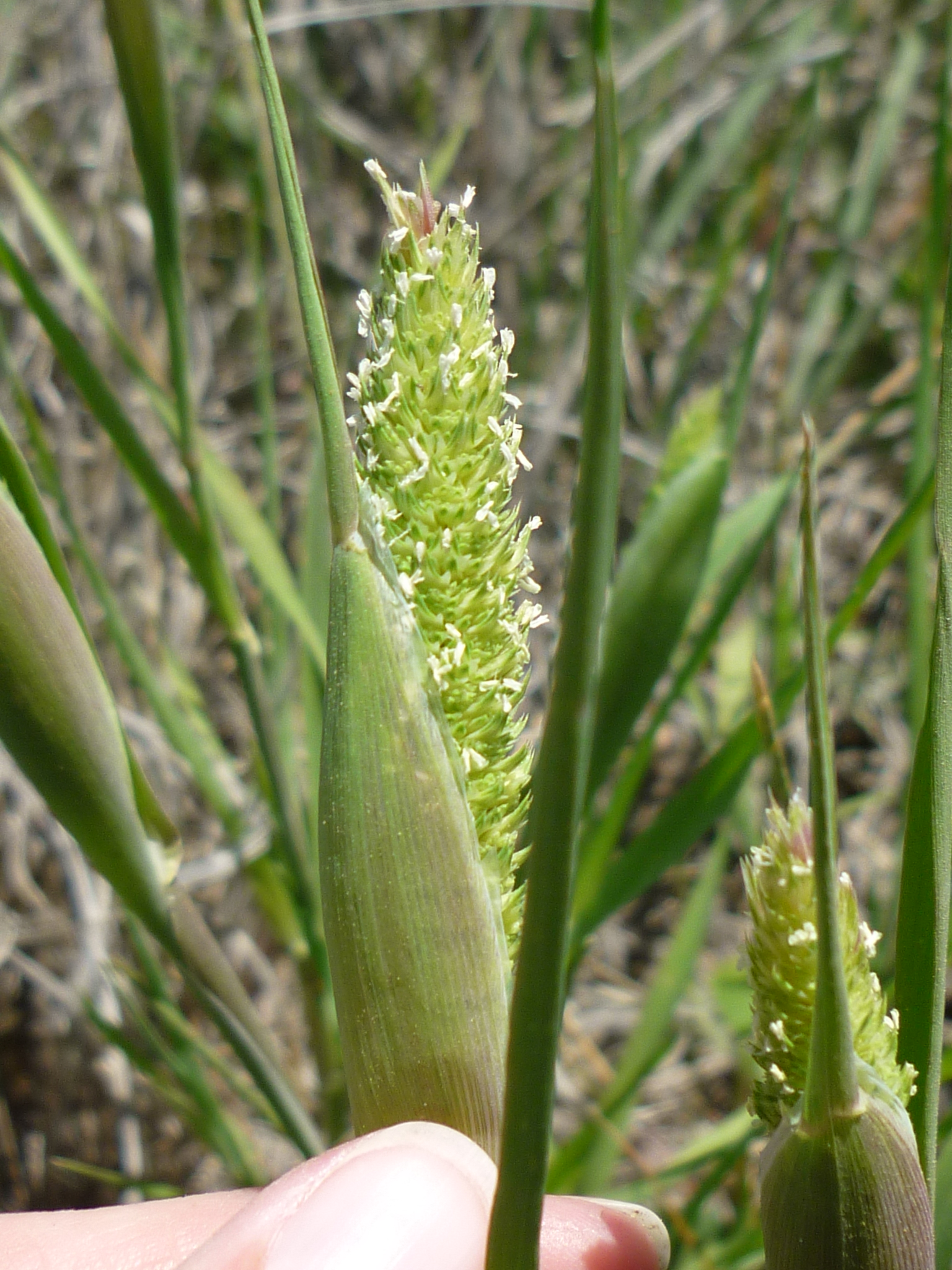
Sonderbares Glanzgras (Phalaris paradoxa)

## Systematik und Verbreitung
Die Gattung Phalaris wurde 1753 durch Carl von Linné in Species Plantarum, Tomus I, Seite 54 aufgestellt. Der wissenschaftliche Gattungsname Phalaris leitet sich vom griechischen phalàros für glänzend ab.
Das Rohr-Glanzgras (Phalaris arundinacea) ist zirkumboreal verbreitet. Die anderen Arten stammen hauptsächlich aus dem Mittelmeerraum und aus den warm-gemäßigten Gebieten Südamerikas. Einige dieser Arten sind allerdings weit verschleppt worden, so dass auf allen Kontinenten Glanzgras-Arten vorkommen.
Die Gattung Phalaris enthält je nach Auffassung 15 bis 22 Arten:
- Phalaris amethystina Trin.: Sie ist vom zentralen bis südlichen Chile und auf den Juan-Fernández-Inseln beheimatet.[2]
- Phalaris angusta Nees ex Trin.: Sie ist von den südlichen USA bis zum nördlichen Mexiko und in Südamerika verbreitet.[2]
- Phalaris aquatica L. (Syn.: Phalaris elongata Braun-Blanq.): Sie ist in Makaronesien und vom Mittelmeerraum bis zum Kaukasusraum verbreitet und ist in Australasien sowie in der Neuen Welt ein Neophyt.[2]
- Rohr-Glanzgras[3] (Phalaris arundinacea L.; Syn.: Typhoides arundinacea (L.) Moench)
- Gedrungenblütiges Glanzgras[3] oder Kurzähriges Glanzgras[4] (Phalaris brachystachys Link): Das Verbreitungsgebiet reicht von Makaronesien über den Mittelmeerraum bis zum Iran.[2]
- Phalaris californica Hook. & Arn.: Sie kommt in den westlichen US-Bundesstaaten Oregon sowie Kalifornien vor.[2]
- Kanariengras oder Echtes Glanzgras (Phalaris canariensis L.):[3] Es ist von den Kanaren, den Azoren und Tunesien durch Europa bis zur Türkei und dem Kaukasusraum verbreitet. Auch mit weiß-grün gestreiften, eiförmigen Ährenrispen; wird als Zierpflanze und zur Gewinnung von Vogelfutter kultiviert. Die ursprüngliche Heimat dürften die Kanaren und Marokko sein.[2]
- Phalaris caroliniana Walter: Sie kommt in den USA, im nördlichen Mexiko und Guadeloupe. vor[2]
- Ausdauerndes Glanzgras[3] (Phalaris coerulescens Desf.): Sie kommt in Makaronesien und im Mittelmeerraum vor.[2]
- Phalaris ×daviesii S.T.Blake: Dies ist eine Hybride aus Phalaris aquatica × Phalaris minor.
- Phalaris lemmonii Vasey: Sie kommt nur in Kalifornien vor.[2]
- Phalaris lindigii Baldini: Sie kommt in Kolumbien und Ecuador vor.[2]
- Phalaris maderensis (Menezes) Menezes: Sie ist ein Endemit von Madeira.[2]
- Kleines Glanzgras[4] (Phalaris minor Retz.): Sie kommt in Makaronesien und vom Mittelmeerraum bis Eritrea und dem Himalaja.[2]
- Sonderbares Glanzgras[3] (Phalaris paradoxa L.): Das Verbreitungsgebiet reicht von Makaronesien und den Mittelmeerraum bis Pakistan.[2]
- Phalaris peruviana H.Scholz & Gutte: Sie kommt in Kolumbien und Peru vor.[2]
- Phalaris platensis Henrard ex Wacht.: Sie ist vom südlichen Brasilien und Uruguay bis ins nordöstliche Argentinien verbreitet.[2]
- Phalaris truncata Guss. ex Bertol.: Sie ist im Mittelmeerraum verbreitet.[2]